# Omeljan Kovč
Omeljan Hryhorovyč Kovč (in ucraino Омелян Григорович Ковч?; Kosmač, 20 agosto 1884 – Majdanek, 25 marzo 1944) è stato un presbitero ucraino, beatificato da papa Giovanni Paolo II nel 2001.

## Biografia
Nacque da una famiglia di greco-cattolici ucraini nel 1884, studiò nel collegio ruteno dei Santi Sergio e Bacco di Roma e fu ordinato prete nel 1911.
Esercitò il suo ministero pastorale a Peremyšljany, poi in Bosnia tra gli emigrati ucraini e quindi come cappellano militare. Era sposato e aveva sei figli.
Fu arrestato dai nazisti nel 1943 e internato a Majdanek, dove fu bruciato vivo nel 1944.

## Il culto
Fu beatificato da papa Giovanni Paolo II a Leopoli il 27 giugno 2001.
Il suo elogio si legge nel Martirologio romano al 25 marzo.